# 13039 Awashima
13039 Awashima este un asteroid din centura principală de asteroizi.

## Descriere
13039 Awashima este un asteroid din centura principală de asteroizi. A fost descoperit pe 27 martie 1990 la Kitami de Kin Endate și Kazuro Watanabe. Asteroidul prezintă o orbită caracterizată de o semiaxă mare de 3,18 ua, o excentricitate de 0,17 și o înclinație de 11,5° în raport cu ecliptica.